# Pseudochirita
Pseudochirita ist eine Pflanzengattung innerhalb der Familie der Gesneriengewächse (Gesneriaceae). Sie war eine monotypische Gattung, bis 2021 eine zweite Art erstbeschrieben wurde.

## Beschreibung
Die seit 2021 zwei Arten weichen in einigen Merkmalen deutlich voneinander ab, siehe Do et al. 2021, und damit weichen die Beschreibungen der Gattung Pseudochirita, die vor März 2021 veröffentlicht wurden, von dieser hier angepassten Beschreibung ab.

### Erscheinungsbild und Blatt
Pseudochirita-Arten wachsen terrestrisch als immergrüne ausdauernde krautige Pflanzen oder Halbsträucher und erreichen Wuchshöhen von bis zu 100 oder 120 Zentimetern. Es wird ein dickes vertikales Rhizom ausgebildet. Die Stängel sind einfach oder verzweigt.
Die wenigen bis vielen Laubblätter sind wechselständig oder zur dritt wirtelig am Stängel verteilt angeordnet und in Blattstiel sowie Blattspreite gegliedert. Die Laubblätter an einem Knoten sind gleich bis mehr oder weniger verschieden. Die einfache Blattspreite ist elliptisch bis eiförmig mit keilförmiger bis gerundeter Spreitenbasis. Der Blattrand ist gesägt. Die Blattspreiten sind mehr oder weniger flaumig bis samtig behaart (Indument). Es gibt vier oder fünf Seitennerven auf jeder Seite des Mittelnerves.

### Blütenstand und Blüte
Auf seitenständigen Blütenstandsschäften befinden sich die Blütenstände. Im zymösen Blütenstand befinden sich einige bis viele Blüten. Es sind jeweils zwei haltbare oder früh vergängliche, gegenständige Trag- und gegenständige Deckblätter vorhanden.
Die zwittrigen Blüten sind fünfzählig mit doppelter Blütenhülle. Die fünf fast gleichen Kelchblätter sind zu einem fast radiärsymmetrischen, glocken- bis becherförmigen (Pseudochirita guangxiensis) oder zygomorphen, trichterförmigen, zweilippigen (Pseudochirita trifoliata) Kelch verwachsen. Die Kelchzipfel sind bei den beiden Arten deutlich verschieden. Die Farben der Blütenkronen sind bei Pseudochirita trifoliata grünlich bis hell-gelb oder gelblich-weiß und bei Pseudochirita guangxiensis weiß. Die fünf Kronblätter sind zu einer zygomorphen Blütenkrone Pseudochirita trifoliata stielteller-röhrigen und bei Pseudochirita guangxiensis breit-röhrigen Blütenkrone verwachsen, die sich an ihre Basis bis maximal ein Drittel ihrer Länge verengt. Die Kronröhre ist länger als der Kronsaum. Die Blütenkrone ist zweilippig, wobei die Oberlippe deutlich länger als die Unterlippe ist. Die Kronoberlippe endet in zwei Kronlappen und die Kronunterlippe endet in drei Kronlappen.
Es sind zwei fertile Staubblätter vorhanden; sie überragen die Kronröhre nicht. Die auf der Innenseite nahe der Mitte der Kronröhre inserierten, dünnen Staubfäden sind bei Pseudochirita trifoliata gerade und bei Pseudochirita guangxiensis gebogen. Die basifixen Staubbeutel sind bis im oberen Bereich verbunden. Die parallelen Theken öffnen sich mit einem Längsschlitz. Bei Pseudochirita trifoliata sind zwei und bei Pseudochirita guangxiensis drei Staminodien vorhanden; von den dreien ist das mittlere deutlich kürzer. Der Nektardiskus ist becher- oder ringförmig. Der Stempel ist 1 bis 1,6 Zentimeter lang. Der oberständige, einkammerige Fruchtknoten ist schlank zylindrisch, linealisch. Es sind zwei parietale Plazenten vorhanden. Der spärlich flaumig behaarte, schlanke Griffel endet in zwei ungleichen Narbenlappen.

### Frucht und Samen
Die gerade auf dem Fruchtstiel stehende Kapselfrucht ist schlank-zylindrisch und viel länger als der Kelch. Die fachspaltige oder lokulizide Kapselfrucht öffnet sich mit zwei geraden Fruchtklappen. Die Samen besitzen keine Anhängsel.

## Standorte
Die beiden Varietäten von Pseudochirita guangxiensis gedeihen in Wäldern auf Kalksteinhügeln.
Von Pseudochirita trifoliata sind bisher nur zwei Fundorte am Eingang einer Höhle und an feuchten Felswänden im tropischen Karst in den Cúc Phương-Pu Luong Bergen (siehe Nationalpark Cúc Phương) bekannt.

## Systematik botanische Geschichte, und Verbreitung
Die erste Art wurde 1980 mit der Erstbeschreibung unter dem Namen (Basionym) Chirita guangxiensis durch Se Zei Huang in A new species of Chirita Buch.-Ham. ex D. Don from Guangxi. in Acta Botanica Yunnanica, Volume 2, Issue 1, S. 102, Tafel 1 veröffentlicht. Das Typusmaterial wurde von Huang am 18. August 1979 in einem Wald auf Kalksteinhügeln in Nan-ning in Guangxi gesammelt und mit der Herbarnummer Z.R. Huang 7444 im Herbarium HT: GXMG und IT: IBG hinterlegt. Das Artepitheton guangxiensis bezieht sich auf die Herkunft aus der Provinz Guangxi. 
Die Gattung Pseudochirita wurde 1983 durch Wen Tsai Wang mit der Neukombination zu Pseudochirita guangxiensis (S.Z.Huang) W.T.Wang in Botanical research: Contributions from the Institute of Botany, Academia Sinica, Volume 1, Issue 3, Seite 22 aufgestellt. Der botanische Gattungsname Pseudochirita setzt sich zusammen aus dem altgriechischen Wort ψευδος pseudos für falsch und dem Gattungsnamen Chirita bei der diese Art anfangs eingeordnet war.
Pseudochirita guangxiensis war die einzige Art, mit zwei Varietäten, der Gattung Pseudochirita. Im März 2021 wurde eine zweite Art aus dem nördlichen Vietnam erstbeschrieben.
2004 wurde eine zweite Varietät und 2021 eine zweite Art erstbeschrieben:
- Pseudochirita guangxiensis (S.Z.Huang) W.T.Wang: Es gibt seit 2004 zwei Varietäten.
  - Pseudochirita guangxiensis var. glauca Y.G.Wei & YanLiu: Diese seltene Varietät wurde bisher nur in einer Höhenlage von 550 Metern in Guangxi gefunden.[6]
  - Pseudochirita guangxiensis (S.Z.Huang) W.T.Wang var. guangxiensis: Sie kommt im nördlichen-zentralen Vietnam und in der chinesischen Provinz Guangxi vor.[2]
- Pseudochirita trifoliata T.V.Do & F.Wen: Sie wurde 2021 aus dem nördlichen Vietnam erstbeschrieben.[3]

Die Gattung Pseudochirita gehört zur Subtribus Leptoboeinae aus der Tribus Didymocarpinae in der Unterfamilie Didymocarpoideae innerhalb der Familie Gesneriaceae.

## Ergänzende Literatur
- Z. Y. Li, Y. Z. Wang: Plants of Gesneriaceae in China. Henan Science and Technology Publishing House, Zhengzhou, 2004, S. 1–721.
- P. X. Vu: Pseudochirita. S. 74. In: T. H. Tran (Hrsg.): Flora of Vietnam, Technology & Science Publishing House, Hanoi, 2018.